# 배드 보이즈 블루
배드 보이즈 블루(Bad Boys Blue)는 1984년 쾰른에서 결성된 팝 그룹이다. 이 그룹은 "You're a Woman", "Pretty Young Girl", "I Wanna Hour Heartbeat", "Come Back and Stay" 등 많은 해외 히트곡을 선보였다.